# Grand Prix Belgii 1955
Grand Prix Belgii 1955 (oryg. Grand Prix de Belgique) – 4. runda Mistrzostw Świata Formuły 1 w sezonie 1955, która odbyła się 5 czerwca 1955 po raz 6. na torze Circuit de Spa-Francorchamps.
17. Grand Prix Belgii, 6. zaliczane do Mistrzostw Świata Formuły 1.

## Wyniki

### Kwalifikacje
Źródło: statsf1.com
| P  | Nr | Kierowca            | Konstruktor(-silnik) | Opony | Czas   | Odstęp | Strata |
| -- | -- | ------------------- | -------------------- | ----- | ------ | ------ | ------ |
| 1  | 30 | Eugenio Castellotti | Lancia               | P     | 4:18,1 | -      | -      |
| 2  | 10 | Juan Manuel Fangio  | Mercedes             | C     | 4:18,6 | +0,5   | +0,5   |
| 3  | 14 | Stirling Moss       | Mercedes             | C     | 4:19,2 | +0,6   | +1,1   |
| 4  | 2  | Giuseppe Farina     | Ferrari              | E     | 4:20,9 | +1,7   | +2,8   |
| 5  | 20 | Jean Behra          | Maserati             | P     | 4:23,6 | +2,7   | +5,5   |
| 6  | 12 | Karl Kling          | Mercedes             | C     | 4:24,0 | +0,4   | +5,9   |
| 7  | 22 | Luigi Musso         | Maserati             | P     | 4:26,4 | +2,4   | +8,3   |
| 8  | 6  | Paul Frère          | Ferrari              | E     | 4:29,7 | +3,3   | +11,6  |
| 9  | 40 | Mike Hawthorn       | Vanwall              | P     | 4:33,0 | +3,3   | +14,9  |
| 10 | 4  | Maurice Trintignant | Ferrari              | E     | 4:35,2 | +2,2   | +17,1  |
| 11 | 26 | Cesare Perdisa      | Maserati             | P     | 4:50,9 | +15,7  | +32,8  |
| 12 | 28 | Louis Rosier        | Maserati             | P     | 4:55,4 | +4,5   | +37,3  |
| 13 | 24 | Roberto Mieres      | Maserati             | P     | 5:09,0 | +13,6  | +50,9  |
| P  | Nr | Kierowca            | Konstruktor(-silnik) | Opony | Czas   | Odstęp | Strata |

### Wyścig
Źródła: statsf1.com
| P                                                     | + / –     | Nr | Kierowca                  | Konstruktor | Opony | Okr.  | Czas / Strata | Komentarz            |
| ----------------------------------------------------- | --------- | -- | ------------------------- | ----------- | ----- | ----- | ------------- | -------------------- |
| 1                                                     | 1         | 10 | Juan Manuel Fangio        | Mercedes    | C     | 36    | 2:39:29,0     |                      |
| 2                                                     | 1         | 14 | Stirling Moss             | Mercedes    | C     | 36    | +8,1          |                      |
| 3                                                     | 1         | 2  | Giuseppe Farina           | Ferrari     | E     | 36    | +1:40,5       |                      |
| 4                                                     | 4         | 6  | Paul Frère                | Ferrari     | E     | 36    | +3:25,5       |                      |
| 5                                                     | 8         | 24 | Roberto Mieres Jean Behra | Maserati    | P     | 10 25 | +1 okr.       |                      |
| 6                                                     | 4         | 4  | Maurice Trintignant       | Ferrari     | E     | 35    | +1 okr.       |                      |
| 7                                                     | Bez zmian | 22 | Luigi Musso               | Maserati    | P     | 34    | +2 okr.       |                      |
| 8                                                     | 3         | 26 | Cesare Perdisa            | Maserati    | P     | 33    | +3 okr.       |                      |
| 9                                                     | 3         | 28 | Louis Rosier              | Maserati    | P     | 33    | +3 okr.       |                      |
| Niesklasyfikowani                                     |           |    |                           |             |       |       |               |                      |
|                                                       |           | 12 | Karl Kling                | Mercedes    | C     | 21    | +15 okr.      | wyciek paliwa        |
|                                                       |           | 30 | Eugenio Castellotti       | Lancia      | P     | 16    | +20 okr.      | skrzynia biegów      |
|                                                       |           | 40 | Mike Hawthorn             | Vanwall     | P     | 8     | +28 okr.      | skrzynia biegów      |
|                                                       |           | 20 | Jean Behra                | Maserati    | P     | 3     | +33 okr.      | wypadek              |
| Nie wystartowali / niedopuszczeni do ponownego startu |           |    |                           |             |       |       |               |                      |
|                                                       |           | 38 | Johnny Claes              | Maserati    | D     | 0     |               | silnik               |
|                                                       |           | 48 | Piero Taruffi             | Ferrari     | E     | 0     |               | wycofał się          |
|                                                       |           | 16 | Robert Manzon             | Gordini     | E     | 0     |               | samochód niedostępny |
|                                                       |           | 18 | Élie Bayol                | Gordini     | E     | 0     |               | samochód niedostępny |
|                                                       |           | 32 | Luigi Villoresi           | Lancia      | P     | 0     |               | wycofał się          |
|                                                       |           | 34 | Piero Valenzano           | Lancia      | P     | 0     |               | wycofał się          |
|                                                       |           | 36 | Jacques Swaters           | Gordini     | E     | 0     |               | wycofał się          |
|                                                       |           | 42 | Ken Wharton               | Vanwall     | P     | 0     |               | samochód niedostępny |
|                                                       |           | 44 | Prince Bira               | Maserati    | P     | 0     |               | wycofał się          |
|                                                       |           | 46 | Olivier Gendebien         | Ferrari     | E     | 0     |               | wycofał się          |
| P                                                     | + / –     | Nr | Kierowca                  | Konstruktor | Opony | Okr.  | Czas / Strata | Komentarz            |

### Najszybsze okrążenie
Źródło: statsf1.com
| Nr | Kierowca           | Konstruktor | Czas   | Okr. |
| -- | ------------------ | ----------- | ------ | ---- |
| 10 | Juan Manuel Fangio | Mercedes    | 4:20,6 | 18   |

### Prowadzenie w wyścigu
Źródło: statsf1.com
| Nr                              | Kierowca           | Konstruktor | Okrążenia | Suma |
| ------------------------------- | ------------------ | ----------- | --------- | ---- |
| 10                              | Juan Manuel Fangio | Mercedes    | 1-36      | 36   |
| \| Wykres \| \| ------ \| \| \| |                    |             |           |      |
| Wykres                          |                    |             |           |      |
|                                 |                    |             |           |      |

## Klasyfikacja po wyścigu
Pierwsza piątka otrzymywała punkty według klucza 8-6-4-3-2, 1 punkt przyznawany był dla kierowcy, który wykonał najszybsze okrążenie w wyścigu. Klasyfikacja konstruktorów została wprowadzona w 1958 roku. Liczone było tylko 5 najlepszych wyścigów danego kierowcy. W nawiasach podano wszystkie zebrane punkty, nie uwzględniając zasady najlepszych wyścigów.
Uwzględniono tylko kierowców, którzy zdobyli jakiekolwiek punkty
| P  | +/− | Kierowca              | Starty | Punkty | P1 | P2 | P3 | PP | NO | NS |
| -- | --- | --------------------- | ------ | ------ | -- | -- | -- | -- | -- | -- |
| 1  | +1  | Juan Manuel Fangio    | 3      | 19     | 2  | –  | –  | 1  | 3  | 1  |
| 2  | −1  | Maurice Trintignant   | 3      | 11,33  | 1  | 1  | 1  | –  | –  | –  |
| 3  | +1  | Giuseppe Farina       | 3      | 10,33  | –  | 1  | 2  | –  | –  | –  |
| 4  | −1  | Bob Sweikert          | 1      | 8      | 1  | –  | –  | –  | –  | –  |
| 5  | +11 | Stirling Moss         | 3      | 7      | –  | 1  | –  | –  | –  | –  |
| 6  | −1  | Eugenio Castellotti   | 3      | 6      | –  | 1  | –  | 1  | –  | 2  |
| 7  | −1  | Jimmy Davies          | 1      | 4      | –  | –  | 1  | –  | –  | –  |
| 8  | −1  | Tony Bettenhausen     | 1      | 3      | –  | 1  | –  | –  | –  | –  |
| 8  | −1  | Paul Russo            | 1      | 3      | –  | 1  | –  | –  | –  | –  |
| 10 | +1  | Jean Behra            | 3      | 3      | –  | –  | 1  | –  | –  | –  |
| 11 | N   | Paul Frère            | 2      | 3      | –  | –  | –  | –  | –  | –  |
| 12 | −3  | Johnny Thomson        | 1      | 3      | –  | –  | –  | –  | –  | –  |
| 13 | 0   | Roberto Mieres        | 3      | 3      | –  | –  | –  | –  | –  | 1  |
| 14 | −4  | José Froilán González | 1      | 2      | –  | 1  | –  | 1  | –  | –  |
| 15 | −3  | Cesare Perdisa        | 2      | 2      | –  | –  | 1  | –  | –  | –  |
| 16 | −3  | Luigi Villoresi       | 2      | 2      | –  | –  | –  | –  | –  | 1  |
| 17 | −2  | Umberto Maglioli      | 1      | 1,33   | –  | –  | 1  | –  | –  | –  |
| 18 | −1  | Karl Kling            | 2      | 1      | –  | –  | –  | –  | –  | 1  |
| 19 | −2  | Hans Herrmann         | 1      | 1      | –  | –  | –  | –  | –  | –  |
| 20 | −3  | Walt Faulkner         | 1      | 1      | –  | –  | –  | –  | –  | –  |
| 20 | −3  | Bill Homeier          | 1      | 1      | –  | –  | –  | –  | –  | –  |
| 22 | −1  | Bill Vukovich         | 1      | 1      | –  | –  | –  | –  | 1  | 1  |
| P  | +/− | Kierowca              | Starty | Punkty | P1 | P2 | P3 | PP | NO | NS |